# Mauldin
Mauldin – miasto w Stanach Zjednoczonych, w stanie Karolina Południowa, w hrabstwie Greenville.